# Okręty podwodne typu I-400
Okręty podwodne typu I-400 (jap. 伊號四百型潜水艦 I-gō yonhyaku-gata sensuikan; także nazywane 特型潜水艦, tokugata sensuikan, okręt podwodny specjalnego typu; w skrócie 潜特型 sen-tokugata; nazwa popularna 潜水空母 sensui kūbo, podwodny lotniskowiec) – typ japońskich okrętów podwodnych z okresu II wojny światowej. W nomenklaturze zachodniej na określenie tego typu okrętów używane są czasem skróty: "STO", "sen-toku" lub "Sen Toku", pochodzące od japońskiej, skróconej nazwy sen-tokugata.
Zbudowano tylko 3 okręty tego typu w latach 1944–1945: I-400, I-401 oraz I-402. Każdy mógł przenosić w specjalnym hangarze do 3 wodnosamolotów bombowych typu Aichi M6A1 Seiran. Przed startem przy pomocy katapulty do kadłuba samolotu mocowano pływaki przechowywane osobno. Samoloty po lądowaniu na wodzie były ładowane na pokład przy pomocy dźwigu. 
Pierwszą operacją, w której planowano użyć okrętów I-400 i I-401 było zbombardowanie śluz na Kanale Panamskim. Plany tej operacji opracowywano od 1943 roku, a pod koniec 1944 rozpoczęto treningi załóg. W połowie 1945 roku operację odwołano.
26 lipca 1945 roku okręty I-400 oraz I-401 zostały wysłane w celu przeprowadzenia samobójczych ataków lotniczych na flotę amerykańską, zakotwiczoną w Ulithi.  Atak miał nastąpić 17 sierpnia. Jednak w wyniku przerwania działań wojennych okręty powróciły do Japonii i poddały się Amerykanom, którzy nie zdawali sobie sprawy z ich istnienia. Oba zostały przebadane w USA, a następnie zatopione na Pacyfiku w 1946 roku.  
I-402 został przerobiony na tankowiec mający przewozić ropę z Indochin do Japonii, ale również nie zdążył wykonać zadania i został zatopiony w pobliżu wysp Gotō w 1946 roku. 
I-403 został prawie ukończony, lecz miał problemy z silnikami i został zniszczony w doku. 
Budowę kolejnych okrętów tego typu (I-404 oraz I-405) przerwano, mimo że I-404 był gotowy w 90%. Budowa dalszych 13 okrętów tego typu została odwołana, wobec zakończenia II wojny światowej.